# CAKUT
Le CAKUT (Congenital Anomalies of the Kidneys and of the Urinary Tract) sono un insieme di patologie congenite dovute ad anomalie di numero o di morfologia del rene e/o del tratto urinario.
Spesso rimangono asintomatiche fino all'età adulta per poi condurre in genere a ipertensione arteriosa e insufficienza renale cronica, in un 10% dei casi rimangono asintomatiche a vita.

## Epidemiologia
Nel complesso le CAKUT hanno incidenza di 1/5000 nati vivi e rappresentano un terzo delle malformazioni diagnosticate in epoca prenatale. Essendo spesso asintomatiche fino all’età adulta circa un terzo delle malformazioni vengono scoperte incidentalmente durante esami di routine. Sono più frequenti nel sesso maschile.
Solo un 15% delle CAKUT è secondario a disordini genetici: sono possibili mutazioni del singolo gene (ad oggi sono stati identificati 20 geni la cui mutazione può portare a CAKUT) oppure associazioni con altre malattie ad eziologia genetica come la malattia di Hirschsprung. In un altro 12% dei casi si ha storia familiare positiva.
I maggiori fattori di rischio per l’insorgenza di CAKUT sono l’età della madre (sopra i 37 anni), il diabete gestazionale, polidramnios od oligoidramnios, talassemia o emocromatosi.

## Classificazione

### Anomalie renali fetali

#### Agenesia ed ipoplasia renale
L'agenesia renale è definita come assenza di parenchima renale a causa di alterazioni durante lo sviluppo embrionale, si parla invece di ipoplasia renale qualora il rene abbia invece sviluppo ridotto.
Il difetto è dovuto alla mancata adesione del blastema metanefrico con la gemma ureterale, mentre un tempo si pensava fosse un difetto tipicamente sporadico, oggi si conoscono casi di spiccata familiarità e l'associazione con specifiche mutazioni genetiche.
Il caso dell'agenesia bilaterale (sindrome di Potter) è incompatibile con la vita in quanto il feto non riesce a formare un volume adeguato di liquido amniotico e la gravidanza non verrà portata a termine.
Se alla nascita è presente un solo rene, o uno dei due è ipoplasico, il rene controlaterale svilupperà iperplasia compensatoria con la possibilità di insorgenza di glomerulosclerosi segmentaria e focale in età adulta.

#### Displasia renale
Si parla di reni multicistici displasici, con alterazioni degli elementi tissutali del rene: si riconoscono alterazioni nell'organizzazione e nello sviluppo dei nefroni, alterazioni nella differenziazione degli elementi mesenchimali ed epiteliali e metaplasia cartilaginea od ossea del mesechima. Macroscopicamente sono di solito di dimensioni normali o più piccole del normale e possono presentare o meno cisti che risultano essere più grandi rispetto a quelle della malattia policistica. Si tratta spesso di alterazioni monolaterali e quasi sempre sporadiche. Si possono ulteriormente suddividere i casi di displasia renale in ostruttivi e non ostruttivi.

#### Reni a ferro di cavallo
I reni sono uniti a livello del polo inferiore, in posizione anteriore rispetto l'aorta e la vena cava e inferiormente rispetto all'arteria mesenterica. Spesso presentano un unico distretto urinario, e talvolta può essere in comune anche il parenchima renale.
È asintomatica in un terzo dei casi e l'evoluzione della malattia è variabile da paziente a paziente.

### Anomalie dell’uretere
- Megauretere: formazione di un uretere enormemente dilatato. L'uretere si dilata a causa dell'incapacità (completa o no) di svuotamento delle urine, questo può essere dovuto a segmenti adiniamici dell'uretere. Nel megauretere congenito si tratta più che altro di difetti funzionali della muscolatura liscia dell'uretere piuttosto che di difetti anatomici[6].
- Ostruzioni uretero-vescicali, causano reflusso vescico-ureterale.
- Duplicazione renale: questa condizione è caratterizzata dalla presenza di poli urinari renali sdoppiati, con quindi l'emergenza di due ureteri per rene. Nelle duplicazioni complete si hanno due separati sistemi di calici per rene e i due ureteri che ne emergono hanno inserzioni indipendenti in vescica o inserzioni anomale in altre strutture pelviche. Nelle duplicazioni non complete spesso i due ureteri si inseriscono insieme nella vescica[5].
- Anomalie fetali della vescica e dell'uretere